# Illinois and Michigan Canal

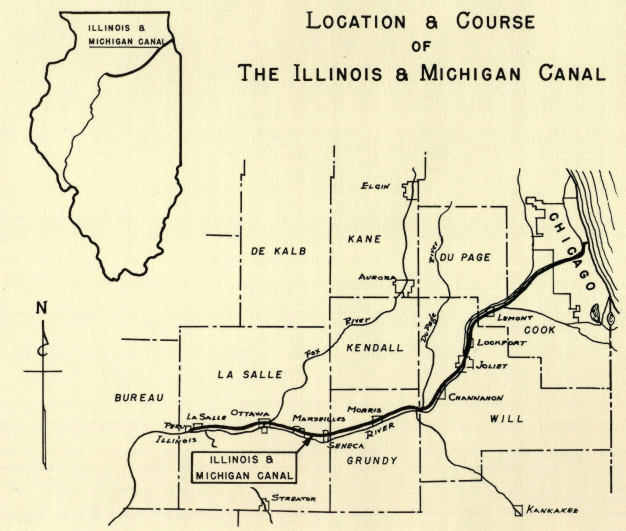
De locatie en de loop van het Illinois and Michigan Canal

Het Illinois and Michigan Canal is een kanaal in de Verenigde Staten met een lengte van 155 km tussen Bridgeport in Chicago (Chicago River) naar LaSalle (Illinois River).
Het kanaal werd in 1848 opengesteld en maakte een bootverbinding mogelijk van de Grote Meren in Noord-Amerika naar de Mississippi en de Golf van Mexico. Door de verbinding werd Chicago een transportknooppunt nog voordat de spoorwegen werden aangelegd. Het kanaal werd voor transportdoeleinden in 1933 buiten gebruik gesteld.
Het deel tussen Lockport en LaSalle-Peru, met een aantal sluizen, is een National Historic Landmark sinds 1964.